# 尊严革命
尊严革命（羅馬化：Revoliutsiia hidnosti），又称广场革命、邁丹革命、乌克兰革命，是于2014年2月在乌克兰爆发的革命，運動支持者取勝並重組新政府，为广场起义的最终结局。在2月底最關鍵的五天時間裡，抗爭者与政府安全部隊在首都基辅爆发致命冲突，最终使总统維克多·亞努科維奇被罢免，并恢复2004年宪法。但在这期间，普京那邊也決定干預烏克蘭「政變」事務，于2014年2月20日派兵入侵該國，頓巴斯这邊的內战外溢以及克里米亞問題最終导致了俄乌战争的爆发。

## 背景

### 總統受俄壓力違背參選政見
2013年11月，乌克兰爆发了一系列大规模的抗议（被称为广场起义），起因是對总统亚努科维奇的兩頭搖擺與不透明形象起疑，早在橙色革命由於總統的選舉疑雲，那時候選民就有不信任紀錄，而他突然决定不与欧洲联盟签署《烏克蘭－歐洲聯盟聯合協議》，而是选择与俄罗斯建立更紧密的关系，這讓他的參選承諾食言。而且此前，乌克兰最高拉达（乌克兰议会）也早已曾经以压倒性多数的投票结果批准与欧盟签署协议。然而，俄罗斯向乌克兰施加压力要求其拒绝该协议。
后来訴求活动的范围扩大，反對者要求亚努科维奇和阿扎罗夫政府下台。抗议者反对他们所见的普遍政府腐败、滥用权力、寡头影响、警察暴力和侵犯人权。为平息抗议，最高拉达于2014年1月16日通过了反示威法，不料进一步激起民愤。

## 革命過程

### 武力鎮壓與人民開始反抗
2014年1月和2月，基辅的抗议者与總統派遣的金鵰特種部隊爆发流血冲突，导致108名抗议者和13名警察死亡，多人受伤。1月19日至22日，一批抗议者在格鲁舍夫斯基大街与警察发生的激烈冲突中被杀。此后，抗议者占领了全国各地的政府大楼，阿扎罗夫政府垮台。最致命的冲突发生在2月18日至20日，为乌克兰自恢复独立以来最严重的暴力事件。数千名抗议者在带着盾牌和头盔的活动人士的带领下向议会推进，遭到警察狙击手的實彈射击。
2月21日，亚努科维奇的幾十個政治盟友紛紛倒戈，眼見大勢將去，不得不同意议会反对派签署了一项协议，以实现临时团结政府、宪法改革和提前选举。但当日下午，警察撤离了基辅市中心時，抗议者最終取得了首都的控制权，亚努科维奇則卻決定趁当晚逃离了城市。

### 成功推翻政權與莫斯科的干涉
亚努科维奇擅離職守次日，即2月22日，乌克兰最高拉达聞訊，以328票对0票（约占议会450名议员的73%）投票决定弹劾亚努科维奇無法履職。亚努科维奇声称投票非法，并向俄罗斯寻求帮助。俄罗斯谴责此次投票为“政變”。随后乌克兰南部和东部发生亲俄的反革命动乱，俄罗斯占领并吞并了克里米亚。
最高拉达后来恢复了2004年乌克兰宪法修正案。由阿爾謝尼·亞采紐克领导的临时政府成立，签署与欧盟的协议，并解散了金雕特种部队。彼得·波罗申科在赢得2014年总统选举后成为总统。新政府开始将被推翻的政权有关的公务员移出政府。此外，全国范围内开始去共产主义（或去苏联）化，但是东部顿巴斯地区的分裂政權占领了政府大楼，宣布頓涅茨克人民共和國和卢甘斯克人民共和国独立，割據一方並與中央政府派的軍隊發生武力衝突，八年後全面爆發抵抗俄國勢力的戰爭。